# 起町
起町（おこしちょう）は、かつて愛知県中島郡にあった町。
1955年（昭和30年）に尾西市の中核となり、2005年（平成17年）に一宮市の一部となった。現在の一宮市西端部に該当する。県道一宮大垣線の濃尾大橋（橋開通前は渡し舟）で木曽川を超えた西側は岐阜県羽島市である。
近世には美濃路の宿場町である起宿として繁栄した。近代には毛織物業で栄えたが、毛織物業は戦後に衰退した。

## 歴史
- 江戸時代初期、中島郡起村美濃路起宿が設置される。江戸時代末期、この地域は尾張藩領であった。
- 1872年（明治5年） - 中島郡今村が北今村に改称する。
- 1889年（明治22年）10月1日 -
  - 中島郡板倉村、宮新田、苅安賀新田が合併し、三条村となる。
  - 中島郡富田村、北今村、西萩原村、蓮池村、西五城村、東五城村が合併し、大徳村となる。
  - 中島郡起村が発足。
- 1896年（明治29年）2月24日 - 中島郡起村が町制施行。起町になる。
- 1906年（明治39年）5月10日 - 起町、三条村、小信中島村、および大徳村の一部[2]が合併し、起町となる。
- 1955年（昭和30年）1月1日 - 朝日村と合併し尾西市となる。

## 鉄道
- 名古屋鉄道起線（1954年廃止）
  - 篭屋駅 - 尾張三条駅 - 西三条駅 - 新三条駅 - 尾張中島駅 - 西中島駅 - 起駅

## 教育
- 愛知県立起工業高等学校(現・愛知県立一宮起工科高等学校)
- 起町立起中学校（現・一宮市立尾西第一中学校）
- 起町立起小学校（現・一宮市立起小学校）
- 起町立小信中島小学校（現・一宮市立小信中島小学校）
- 起町立三条小学校（現・一宮市立三条小学校）[3]

## 出身有名人
- 三岸節子（洋画家）